# Зоря, Василий Иосифович
Василий Иосифович Зоря (12.06.1942 — 17.08.2018) — заведующий кафедрой травматологии, ортопедии и военно-полевой хирургии Московского государственного медико-стоматологического университета имени А. И. Евдокимова, заслуженный деятель науки Российской Федерации, заслуженный изобретатель Российской Федерации, доктор медицинских наук, профессор.

## Биография
Окончил лечебный факультет Винницкого медицинского института имени Н. И. Пирогова (1971), клиническую ординатуру и аспирантуру Ленинградского научно-исследовательского детского ортопедического института имени Г. И. Турнера (1972—1976), в 1976 г. защитил кандидатскую диссертацию на тему «Неудовлетворительные исходы оперативного лечения врожденного вывиха у детей и возможности их коррекции».
В 1976—1979 гг. младший научный сотрудник отделения детской ортопедии и травматологии МОНИКИ имени М. Ф. Владимирского.
С 1979 года работал на кафедре травматологии ортопедии и ВПХ Московского медицинского стоматологического института имени Н. А. Семашко: ассистент, старший преподаватель, доцент, заведующий первым в СССР отделением подростковой травматологии, профессор.
В 1991 году защитил докторскую диссертацию в форме научного доклада на тему «Оперативное лечение асептического некроза головки бедренной кости 2-3 стадии у взрослых».
С 1998 года заведующий кафедрой травматологии, ортопедии и ВПХ Московского государственного медико-стоматологического университета.
Описал новую нозологическую форму заболеваний крупных суставов — асептический некроз. Разработал более 50 способов операций на различных отделах опорно-двигательного аппарата, предложил и разработал систему корригирующих остеотомий трубчатых костей при их повреждениях и врожденных заболеваниях.
Автор 52 изобретений, за которые в 1996 году ему было присвоено звание «Заслуженный изобретатель РФ». Опубликовал 420 научных работ, 2 монографии. Под его руководством защищено 7 докторских и 21 кандидатская диссертации.
Заслуженный деятель науки Российской Федерации.
Умер 17 августа 2018 года.

## Научные труды
- Повреждение локтевого сустава: [руководство] / В. И. Зоря, А. В. Бабовников. — Москва: ГЭОТАР-Медиа, 2010. — 464 с.: ил., цв. ил.; 22 см; ISBN 978-5-9704-1267-1
- Деформирующий артроз коленного сустава [Текст]: руководство для врачей / В. И. Зоря, Г. Д. Лазишвили, Д. Е. Шпаковский. — Москва: Литтерра, 2010. — 320 с., [20] л. ил.: ил.; 21 см; ISBN 978-5-904090-76-0